# Franz (film)
Franz je připravovaný koprodukční dramatický film režisérky Agnieszky Holland, který by měl být uveden v roce 2025.

## Obsazení
| Idan Weiss      | Franz Kafka     |
| Jenovéfa Boková | Milena Jesenská |

## Produkce
Životopisný film popisující osudy spisovatele Franze Kafky je připravován v koprodukci České republiky, Polska, Německa a Francie. Scénář napsal společně s Agnieszkou Holland scenárista Marek Epstein. Do hlavní role Franze Kafky byl obsazen německý herec Idan Weiss. Film se natáčel převážně v exteriérech v Praze. Od Pražského audiovizuálního fondu získal podporu 3 miliony korun. Celkový plánovaný rozpočet činí 140 milionů korun, podpora Státního fondu kinematografie z toho tvoří 22 milionů.